# Terpoorten
Terpoorten (Limburgs: Terpaote) is een buurtschap ten zuidoosten van Epen in de gemeente Gulpen-Wittem in de Nederlandse provincie Limburg. De buurtschap ligt aan de Terpoorterweg in het dal van de Geul en telt een vijftal boerderijen en huizen, waaronder enkele gebouwd in vakwerkstijl. Door Terpoorten loopt de Dorphoflossing die in de Geul uitmondt.
In Terpoorten staat de watermolen Eper Molen, ook wel bekend als de Wingbergermolen.

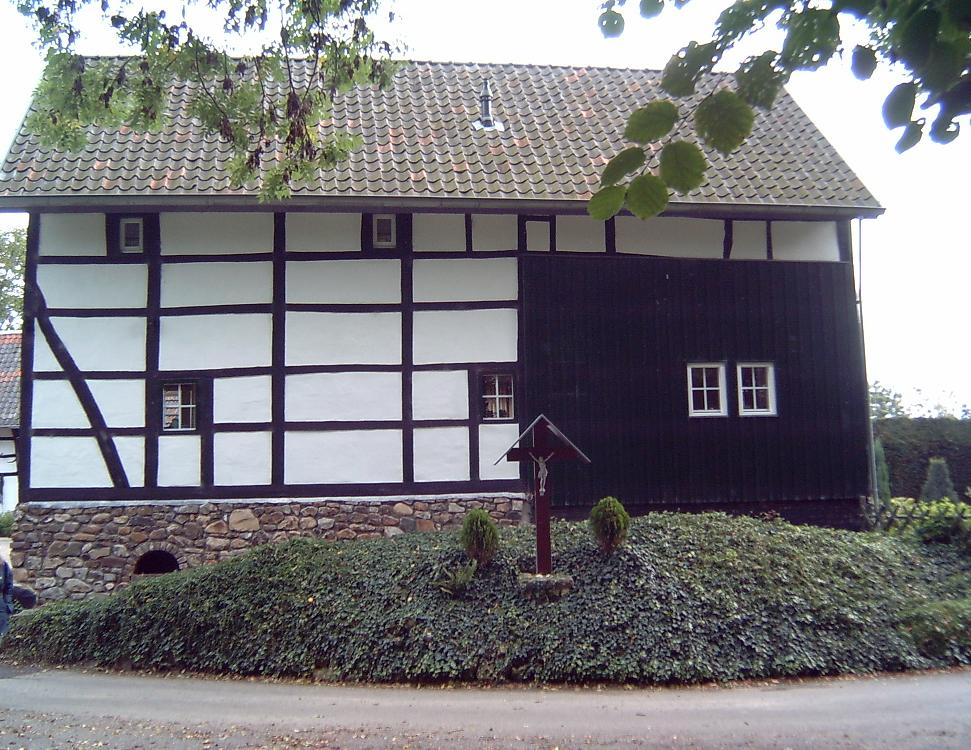
Vakwerkhuis en wegkruis
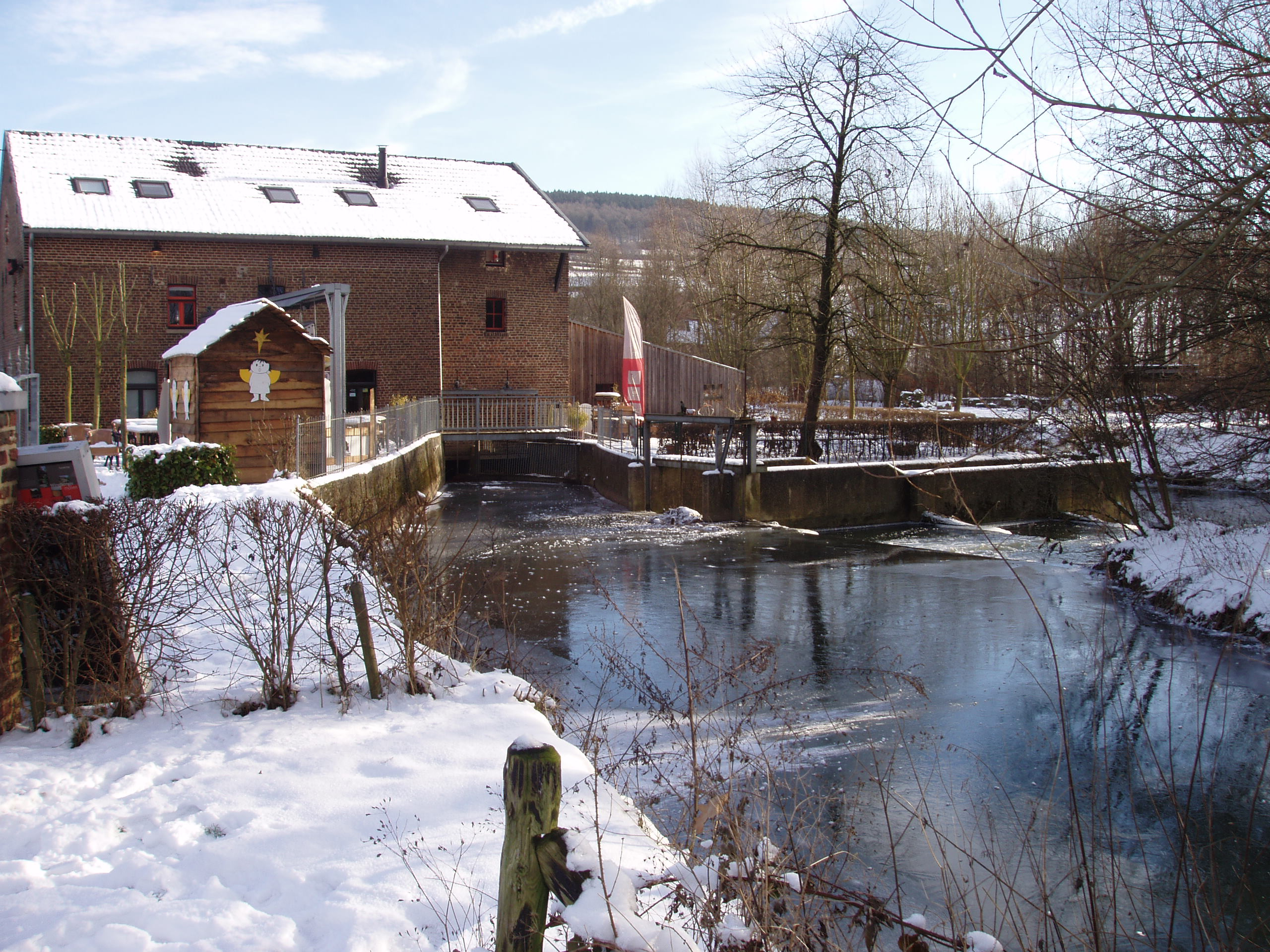
Eper Molen of Wingbergermolen

Dorpen: Epen · Eys · Gulpen · Mechelen · Nijswiller · Partij-Wittem · Reijmerstok · Slenaken · Wahlwiller · Wijlre

Gehuchten en buurtschappen: Beertsenhoven · Berghem · Berghof · Beutenaken · Billinghuizen · Bissen · Bommerig · Broek · Cartils · Crapoel · Dal · Diependal · Elkenrade · Elzet · Eperheide · Etenaken · Euverem · Eyserhalte · Eyserheide · Gracht Burggraaf · Heijenrath · Helle · Hilleshagen · Höfke · Hoogcruts · Hurpesch · De Hut · Ingber · Kapolder · Kleeberg · Klein-Kullen · Klein-Kuttingen · Kosberg · Kuttingen · Landsrade · Overeys · Overgeul · Partij · Pesaken · De Piepert · Plaat · Schilberg · Schweiberg · Sinselbeek · Stokhem · Terpoorten · Terziet · Trintelen · Waterop · Wittem

Limburg: Steden en dorpen      Nederland: Provincies · Gemeenten